# Sân bay quốc tế Abbotsford
Sân bay quốc tế Abbotsford (IATA: YXX, ICAO: CYXX) là một sân bay ở thành phố Abbotsford, British Columbia, Canada, cách trung tâm thành phố 4 km.
Đây là sân bay lớn thứ hai ở Lower Mainland, sau Sân bay quốc tế Vancouver (YVR), là sân bay khác duy nhất phục vụ các máy bay lớn và đóng vai trò như một sân bay dự bị cho YVR.
Năm 2007, YXX là sân bay tấp nập thứ 7 ở Canada về số lượt chuyến (175.405 lượt chuyến) và tổng số 508.464 lượt khách sử dụng sân bay Abbotsford.

## Lịch sử
Được xây dựng làm một sân bay cho Chương trình huấn luyện hàng không British Commonwealth. Trường huấn luyện bay cơ sở số 24 đã hoạt động ở đây. Sau thế chiến II, sân bay này chủ yếu được dùng cho hàng không tổng hợp và làm sân bay thứ cấp cho Sân bay quốc tế Vancouver. Sân bay này đã trở thành trụ sở của Skyways Air Services và Conair Aviation cuối thập niên 1960. Abbotsford hiện vẫn là căn cứ hàng đầu cho phi đội máy bay chở nước cứu hỏa của Conair.
Abbotsford trở thành sân bay phục vụ khách năm 1997 với việc bắt đầu chuyến bay theo lịch trình đi Alberta của WestJet. Trước đó, Airspeed Aviation đã là hãng vận hành độc quyền với dịch vụ bay nối với Victoria, B.C. kể từ năm 1986.
Kể từ năm 2000, nhiều hãng hàng không và các công ty hoạt động trong lĩnh vực du lịch đã hoạt động tại sân bay này, trong đó có: Air Canada, Canada 3000, Central Mountain Air, Jetsgo, Signature Vacations, Skyservice, Zoom Airlines, Harmony Airways, Peace Air và Air North.

## Triển lãm hàng không
Sân bay này cũng tổ chức triển lãm hàng không quốc tế Abbotsford hàng năm vào tháng 8. Đây là một trong những sự kiện triển lãm hàng không lớn nhất Canada, thu hút hãng ngàn người xem.

## Các hãng hàng không và các tuyến điểm
- Airspeed Aviation (Victoria)
- BCWest Air (Victoria, Nanaimo)[4]
- Sunwing Vacations (Cancun [Seasonal])
- Transat Holidays (Puerto Vallarta [Seasonal])
- WestJet (Calgary, Edmonton, Las Vegas [Seasonal], Toronto [seasonal])